# Řád Kristův
Vojenský řád Kristův (Ordem Militar de Cristo), původně Řád rytířů našeho Pána Ježíše Krista (Ordem dos Cavaleiros de Nosso Senhor Jesus Cristo), je původem portugalský rytířský řád založený v souvislosti se zánikem templářů králem Dinisem asi v roce 1317 či 1318 a potvrzený papežskou bulou Ad ea ex quibus ze 14. března 1319. Převzal portugalské majetky templářů a snad i část jejich členů.

## Dějiny

### Do konce 15. století
Koncem 14. a v průběhu 15. století se řád stal významnou vojenskou silou s aktivitami v severní Africe a pod vedením portugalského prince Jindřicha Mořeplavce, který se stal světským správcem řádu v roce 1420, se podílel na námořních výpravách a objevech (jakož i souvisejících mezinárodních obchodech), které z Portugalska učinily jednu z nejbohatších evropských zemí té doby.
S postupem doby se řád dostal pod přímý vliv portugalské koruny a od roku 1495 bylo velmistrovství řádu spojené s funkcí krále. Tento vývoj také přispíval k postupnému zesvětšťování řádu.

### Papežská kontroverze
Asi od přelomu 15. a 16. století (tato otázka není dosud příliš objasněna) začali papežové udělovat Kříž Kristův — původně zřejmě jako samostatné vyznamenání, které však brzy začalo být zaměňováno s portugalským řádem, a stalo se základem přesvědčení, rozšířeného zejm. v 18. století, že papež může samostatně ustavovat členy Řádu Kristova bez ohledu na jeho velmistra.
To se samozřejmě setkalo s prudkým odporem Portugalska a je znám jeden případ, kdy byl takovýto „papežský“ rytíř (francouzský architekt italského původu Giovanni Servandoni) v Portugalsku uvězněn za nošení insignií Řádu.

### Brazilská epizoda
V souvislosti s brazilsko-portugalským historickým vývojem v 19. století byl od roku 1822 udělován Řád Kristův brazilskými císaři jako samostatný řád, a to až do jeho zrušení republikánskou ústavou z roku 1891.

## Současnost
V roce 1789 byl Řád Kristův reformován a plně sekularizován královnou Marií I. a v současnosti je pod názvem Ordem Militar de Cristo jedním z nejvyšších vyznamenání Portugalské republiky, udělovaným za výjimečné a mimořádné zásluhy v nejvyšších vládních, diplomatických, soudních či správních funkcích. Je udělován v pěti stupních – velkokříž, velkodůstojník, komandér, důstojník a rytíř.
Zároveň existuje pod názvem Nejvyšší řád našeho Pána Ježíše Krista i původně papežská „větev“ řádu jako nejvyšší papežské vyznamenání, které je vyhrazeno pouze katolickým hlavám států a udílené jen za velmi mimořádných okolností.